# Élections législatives bahreïniennes de 2014
Les élections législatives bahreïnies de 2014 se sont déroulées les 22 et 29 novembre 2014.
Les élections ont été boycottées par l'opposition islamiste chiite. Le gouvernement a annoncé que le taux de participation était de 52,6%, bien que l'opposition ait prétendu que ce taux n'était que de 30%.

## Campagne et résultats

Al Asalah (2)
Al-Menbar (1)
Indépendants (37)

Un nombre record de 266 candidats dont 22 femmes se sont présentés pour 40 sièges. Seuls 36 de ces candidats représentaient des partis politiques, les 230 autres étant des indépendants, décrits comme étant "principalement sunnites" malgré la majorité chiite du pays. 
En octobre 2014, cinq partis de l'opposition, dont Al Wefaq et parti de gauche laïque al Waad, avaient annoncé qu'ils boycotteraient les élections, affirmant que celles-ci ne seraient pas libres.  
Au premier tour, seuls six candidats ont été élus comprenant un membre d'Al Asalah et cinq indépendants. Le deuxième tour a vu des victoires pour seulement deux candidats des partis politiques organisés : un d'al Asalah et un d'al Menbar. Les autres sièges ont été remportés par les indépendants, dont 14 identifiés à la majorité chiite.

## Source
- (en) Cet article est partiellement ou en totalité issu de l’article de Wikipédia en anglais intitulé « Bahraini general election, 2014 » (voir la liste des auteurs).